# Tabitabi+Every Best Single 2 〜MORE COMPLETE〜
『Tabitabi + Every Best Single 2 〜MORE COMPLETE〜』（タビタビ プラス エブリー・ベスト・シングル・ツー モア・コンプリート）は、2015年9月23日にavex traxから発売されたEvery Little Thingの12枚目のスタジオ・アルバム、2枚目のコンプリートベスト・アルバムであり、翌年2016年に20周年を迎えるにあたっての記念作品。当初は9月9日に発売予定だったが、9月23日に発売が延期された。
本作を最後に、アルバム作品はリリースしておらず（配信限定プレイリストアルバムを販売）、2019年に元号が令和へ改元された為、スタジオ・アルバム/ベスト・アルバム含め平成時代最後のアルバムとなった。
また、本稿では本作と同時に配信限定でリリースされた『Every Best Single 2 〜Early period〜』、『Every Best Single 2 〜middLe period〜』、『Every Best Single 2 〜laTe period〜』の3作についても合わせて記載する。

## 解説

### Tabitabi
オリジナルアルバムとしては前作『FUN-FARE』から約1年ぶりのリリース。本作では、MONKEY MAJIKや川江美奈子など他のアーティストからの楽曲提供が多い作品となっている。持田は「自分で歌詞を書いていると、やっぱりどうしても、こういう言葉だとこういうふうに歌いたいだとか、歌とはちょっと違うような感情も生まれたりするんですけど、みなさんが書いてくださった歌詞は、なんていうか、もうこれ以上の言葉はないなっていうふうに思いました。」と語っている。また、作詞に関して、4thアルバム『4 FORCE』以降のほぼ全楽曲は一貫して持田が行っていたが、本作ではメンバー以外の作詞提供の楽曲が多数存在しており、メンバー以外の作家による作詞提供は1997年の1stアルバム『everlasting』以来となる。
伊藤は本作について「バリエーションを楽しんでもらえる内容になったと思います。基本はポップスなんですけど、ジャズトリオ風の曲もあるし、パンクロックもあるし、カラフルです」とコメントしている。
「Tabitabi」は、Every Little Thingとして“旅”を続けている2人が、ツアーで各地に“たびたび”訪れていることや、ベストアルバムを“たびたび”発表していることから付けられたもの。当初持田はアルバムタイトルとして「股旅」を考えていたが、奥田民生のアルバム『股旅』と被るため、伊藤の発案で現在のタイトルとなった。持田は「20周年ということもあり、新たな挑戦も含め、何度と聴きたくなるようなものに出来たらと思っております」と語っている。

### Every Best Single 2 〜MORE COMPLETE〜
ベストアルバムとしては、前作『Every Best Single 〜COMPLETE〜』から約6年ぶりの発売であり、2度目のオールタイムベストアルバムとなる。
デビューシングルの「Feel My Heart」から45thシングル「ハリネズミの恋」までの全シングル曲と、11thアルバムから「START」、コンセプトベストアルバムから「RUN FOR」の全60曲がリマスタリング音源で収録されている。ベストアルバムを構成する全5枚のCDの内、DISC1からDISC4までは収録曲・曲順ともに前作とほぼ同じ仕様である（前作のボーナストラックは収録されていない）。

## 本作の仕様
- オリジナルアルバムのみ（CD）
- オリジナルアルバム＋ベストアルバム（6CD）
- オリジナルアルバム＋ベストアルバム（6CD＋2DVD）
- オリジナルアルバム＋ベストアルバム（6CD＋2Blu-ray）
- オリジナルアルバム＋ベストアルバム 豪華パッケージ（6CD＋2DVD＋2Blu-ray）
  - リリックストーリーブック 「旅々」／春陽漁介 80P
  - 撮り下ろしオリジナルフォトブック 「旅々」 32P
  - 20周年記念 B2 ポスター（8折）、裏面はNEW AL「Tabitabi」の歌詞。
  - 20周年記念オリジナル PHOTOフレーム

## 収録曲

### Tabitabi
1. MY LIFE [5:09]
作詞：Blaise, Maynard, TAX / 作曲：Blaise, Maynard / 編曲：Hidefumi Usami
「住宅情報館」CM曲。
2. ANATA TO [3:47]
作詞・作曲：Kaori Mochida, Andy Platts, Jodie May Seymour, Masaya Wada / 編曲：Andy Platts, Jodie May Seymour, Masaya Wada
46thシングル
メナード化粧品「フェアルーセント」CM曲（2015年）
3. さよなら [4:09]
作詞：Blaise, Maynard, TAX / 作曲：Blaise, Maynard / 編曲：Masafumi Nakao
PVが製作され、伊藤裕一が道化師に扮して出演している[4]。
4. Everything [5:23]
作詞：Kaori Mochida / 作曲：Kunio Tago / 編曲：Hidefumi Usami
5. レインボー [4:20]
作詞・作曲・編曲：Chemical Volume
6. いいかえれば [3:36]
作詞・作曲：Kaori Mochida, Kim Sangmi, Quina Space / 編曲：Kim Sangmi, Quina Space
46thシングルのカップリング
7. Phone jamming (Instrumental) [2:16]
作曲：Ichiro Ito / 編曲：Yasunari "Nam-Nam" Nakamura & Ichiro Ito
8. Little Dancer [4:24]
作詞・作曲・編曲：Andy Platts
全英語詞。全英語詞の楽曲が収録されるのは2004年の「country road」以来となる。ディスコ調の楽曲[5]。
この曲について持田は「かなり難しかったですが、新たな挑戦として、曲が出来上がった時は嬉しかったです。」と語っている。[6]
9. Best Boyfriend [5:14]
作詞・作曲・編曲：Shinnosuke / 共同執筆者：Angella Giustini
ブラック・コンテンポラリー調で、メンバーにはチャレンジな楽曲だったという[2]。
10. このは [4:01]
作詞：Kaori Mochida / 作曲：Minako Kawae / 編曲：Akira Murata
ワルツ調の楽曲[5]。
11. 下町 [3:57]
作詞：Kaori Mochida / 作曲：Hidehiro Kawai / 編曲：fox capture plan
12. 旅旅 [4:03]
作詞：Kaori Mochida / 作曲：Minako Kawae / 編曲：Akira Murata
表記は異なるが、本作の表題曲として制作された[2]。

### Every Best Single 2 〜MORE COMPLETE〜

#### Disc 1
1. Feel My Heart
作詞・作曲・編曲:五十嵐充
1stシングル
「ヴァーナル」CMソング
TBS系「COUNT DOWN TV」1996年8月度エンディングテーマ
2. Future World
作詞・作曲・編曲:五十嵐充
2ndシングル
「TDK」CMソング
3. Dear My Friend
作詞・作曲・編曲:五十嵐充
3rdシングル
「スリムビューティハウス」CMソング
4. For the moment
作詞・作曲・編曲:五十嵐充
4thシングル
森永製菓「ICE BOX」CMソング。
5. 出逢った頃のように
作詞・作曲・編曲:五十嵐充
5thシングル
森永製菓「ICE BOX」CMソング
メナード企業CMソング
6. Shapes Of Love
作詞・作曲・編曲:五十嵐充
6thシングル
テレビ朝日系列ドラマ「研修医なな子」主題歌
7. Never Stop!
作詞:持田香織 / 作曲・編曲:五十嵐充
6thシングル
テレビ朝日系列27時間テレビ「熱血チャレンジ宣言'97」テーマソング
8. Face the change
作詞・作曲・編曲:五十嵐充
7thシングル
TOYOTA「HILUX SURF SSR-V」CFソング。
テレビ朝日系『27時間テレビ 熱血チャレンジ宣言'97』オープニングテーマ（チャレンジver.）
9. Time goes by
作詞・作曲・編曲:五十嵐充
8thシングル
フジテレビ系列木曜10時ドラマ『甘い結婚』主題歌。
TOYOTA「HILUX SURF SSR-V」CFソング
ソフトバンクモバイルCFソング（2012年）
エヌ・シー・ソフト ハートフルプライス（リネージュII・タワー オブ アイオン）CFソング（2012年)
10. FOREVER YOURS
作詞・作曲・編曲:五十嵐充
9thシングル
シーブリーズ 1998年度CMソング
11. NECESSARY
作詞・作曲・編曲:五十嵐充
10thシングル
TOYOTA「NEW HILUX SURF」CFソング
12. Over and Over
作詞・作曲・編曲:五十嵐充
11thシングル
読売テレビ・日本テレビ系列月曜10時ドラマ「ボーダー 犯罪心理捜査ファイル」エンディング・テーマ
13. Someday, Someplace
作詞・作曲・編曲:五十嵐充
12thシングル
TOYOTA「HILUX SURF」CFソング

#### Disc 2
1. Pray
作詞・作曲・編曲:五十嵐充
13thシングル
DyDo「Ti-Ha」CFソング
2. Get Into A Groove
作詞・作曲・編曲:五十嵐充
13thシングル
TOYOTA「HILUX SURF」CFソング
3. sure
作詞:持田香織 / 作曲・編曲:Every Little Thing
14thシングル
日本テレビ系ドラマ『バーチャルガール』主題歌
4. Rescue me
作詞・作曲・編曲:五十嵐充
15thシングル
日本ゲートウェイノートパソコン「Gateway Solo」CMソング
5. Smile Again
作詞:Every Little Thing / 作曲・編曲:五十嵐充
15thシングル
DyDo「Ti-Ha」CMソング
6. 愛のカケラ
作詞:持田香織 / 作曲:多胡邦夫 / 編曲:伊藤一朗、桑島幻矢
16thシングル
資生堂「マシェリ」CMソング
7. fragile
作詞:持田香織 / 作曲:菊池一仁 / 編曲:伊藤一朗、桑島幻矢、菊池一仁
17thシングル
フジテレビ系列「あいのり」主題歌
8. JIRENMA
作詞:持田香織 / 作曲:伊藤一朗 / 編曲:伊藤一朗、桑島幻矢、菊池一仁
17thシングル
劇場版「頭文字D Third Stage」エンディングテーマ
9. Graceful World
作詞:持田香織 / 作曲:大谷靖夫 / 編曲:伊藤一朗、桑島幻矢、大谷靖夫
18thシングル
TBS系列ドラマ「ビッグウイング」主題歌
10. jump
作詞・作曲:持田香織 / 編曲:村田昭
19thシングル
カネボウ「プロスタイル」TV-CFイメージソング
11. キヲク
作詞:持田香織 / 作曲:菊池一仁 / 編曲:村田昭 & Every Little Thing
20thシングル
TBS系 カネボウ木曜劇場『しあわせのシッポ』主題歌
12. ささやかな祈り
作詞:持田香織 / 作曲:多胡邦夫 / 編曲:expo & Every Little Thing
21stシングル
テレビ朝日系列「やじうまプラス」テーマソング

#### Disc 3
1. UNSPEAKABLE
作詞:持田香織 / 作曲:菊池一仁 / 編曲:中尾昌文、大谷靖夫、伊藤一朗
22ndシングル『UNTITLED 4 ballads』収録曲。
キヤノン「ピクサス」CMソング。
TBS系「恋愛Master 7メモリーズ」テーマソング
2. 愛の謳
作詞:持田香織 / 作曲:多胡邦夫 / 編曲:村田昭
22ndシングル『UNTITLED 4 ballads』収録曲。
映画『犬夜叉 鏡の中の夢幻城』挿入歌
3. ルーム
作詞:持田香織 / 作曲:菊池一仁 / 編曲:中尾昌文、大谷靖夫
22ndシングル『UNTITLED 4 ballads』収録曲。
ノーベル製菓「はちみつきんかんのど飴」CMソング
4. nostalgia
作詞：持田香織 / 作曲：菊池一仁 / 編曲：tasuku、伊藤一朗
22ndシングル『UNTITLED 4 ballads』収録曲。
フジテレビ系ドラマ『お義母さんといっしょ』主題歌
5. Grip!
作詞:持田香織 / 作曲：原一博 / 編曲：HΛL
23rdシングル
よみうりテレビ・日本テレビ系列アニメ『犬夜叉』オープニングテーマ。
6. ファンダメンタル・ラブ
作詞:持田香織　/ 作曲:多胡邦夫 /　編曲:tasuku & 伊藤一朗
24thシングル
森永乳業「ラクトフェリンヨーグルト」TV-CFソング。
7. また あした
作詞:持田香織 / 作曲:小幡英之 / 編曲:十川知司 & Every Little Thing
25thシングル
MBS・TBS系列 ドラマ30「ピュア・ラブⅢ」主題歌。
ノーベル製菓「はちみつきんかんのど飴」CMソング。
8. 一日の始まりに...
作詞:持田香織 / 作曲:HIKARI / 編曲:HIKARI & Every Little Thing
25thシングル『また あした』収録曲。
ニベア花王「アトリックス」CMソング
9. しあわせの風景
作詞:持田香織 / 作曲:菊池一仁 / 編曲:中尾昌文 & 伊藤一朗
25thシングル『また あした』収録曲。
キリンビール「氷結アップルヌーヴォー」CMソング。
10. ソラアイ
作詞:持田香織 / 作曲:HIKARI / 編曲:HIKARI & 伊藤一朗
26thシングル
スズキ「MR wagon」CMイメージソング
11. 恋文
作詞:持田香織 / 作曲:HIKARI / 編曲:HIKARI & Every Little Thing
27thシングル
ノーベル製菓「はちみつきんかんのど飴」CMソング。
映画『天国からのラブレター』主題歌。
12. good night
作詞:持田香織 / 作曲:HIKARI / 編曲:HIKARI & 伊藤一朗
27thシングル
ナムコ『テイルズ オブ リバース』主題歌。

#### Disc 4
1. きみの て
作詞:持田香織 / 作曲:HIKARI / 編曲:HIKARI & Every Little Thing
28thシングル
ニベア花王「アトリックス うるおいパッククリーム」CMソング
日本テレビ系「音楽戦士 MUSIC FIGHTER」11月オープニングテーマ
2. azure moon
作詞:持田香織 / 作曲:HIKARI / 編曲:HIKARI & Every Little Thing / ストリングスアレンジ:Masafumi "Massy" Hayashi
29thシングル
日本テレビ系「クイズ発見バラエティー イッテQ!」3月エンディングテーマ。
日本テレビ系「音楽戦士 MUSIC FIGHTER」3月POWER PLAY
3. ハイファイ メッセージ
作詞:持田香織 / 作曲:HIKARI / 編曲:HIKARI & Every Little Thing
30thシングル
TBS系「王様のブランチ」2006年6月・7月エンディングテーマ
4. スイミー
作詞:持田香織 / 作曲:早川大地 / 編曲:中村康就 & Every Little Thing）
31stシングル
関西テレビ・フジテレビ系火曜22時ドラマ「結婚できない男」主題歌
5. キラメキアワー
作詞:持田香織 / 作曲:多胡邦夫 / 編曲:林真史
32ndシングル
「ECCジュニア」CMソング
日本テレビ系「いただきマッスル!」8月エンディングテーマ
日本テレビ系「ミラクル☆シェイプ」8月エンディングテーマ
6. 恋をしている
作詞:持田香織 / 作曲:菊池一仁 / 編曲:中村康就
33rdシングル
「サッポロ 冬物語」CMソング
7. 冬がはじまるよ feat. 槇原敬之
作詞・作曲:槇原敬之 / 編曲:林真史
33rdシングル
8. サクラビト
作詞:持田香織 / 作曲:多胡邦夫 / 編曲:十川知司 & Every Little Thing
34thシングル
日本テレビ系「スッキリ!!」2008年2月度エンディングテーマ
日本テレビ系「音楽戦士 MUSIC FIGHTER」2008年2月POWER PLAY
music.jp TV-CMソング
9. あたらしい日々
作詞:持田香織 / 作曲:吉木絵里子 / 編曲:中村康就
35thシングル
フジテレビ系ドラマ「シバトラ〜童顔刑事・柴田竹虎〜」主題歌
NTTコミュニケーションズ"CreativE-Life" TVCMソング
10. 黄金の月
作詞・作曲:持田香織 / 編曲:亀田誠治 & Every Little Thing
35thシングル
「チーム・インテリジェンス」応援ソング
11. DREAM GOES ON
作詞:持田香織 / 作曲:五十嵐充 / 編曲:五十嵐充 & Every Little Thing
36thシングル
NHK総合金曜ドラマ「派遣のオスカル〜少女漫画に愛をこめて」主題歌
12. 冷たい雨
作詞:持田香織 / 作曲:五十嵐充 / 編曲:五十嵐充 & Every Little Thing
37thシングル
日本テレビ系「音楽戦士 MUSIC FIGHTER」11月オープニングテーマ

#### Disc 5
1. Change
作詞:持田香織 / 作曲:五十嵐充 / 編曲:五十嵐充 & Every Little Thing
38thシングル
英会話イーオン企業CMイメージソング
2. STAR
作詞:持田香織 / 作曲:HIKARI / 編曲:HIKARI & Every Little Thing
39thシングル
3. MOON
作詞:持田香織 / 作曲:鈴木大輔 / 編曲:Masafumi "Massy" Hayashi & Every Little Thing
40thシングル
4. 宙 -そら-
作詞:Kaori Mochida / 作曲:Kazuhito Kikuchi / 編曲:Masafumi Nakao・Every Little Thing
41stシングル
『劇場版ポケットモンスター ベストウイッシュ ビクティニと黒き英雄 ゼクロム』主題歌
5. 響 -こえ-
作詞:Kaori Mochida / 作曲:Kazuhito Kikuchi / 編曲:Tomoji Sogawa・Every Little Thing
41stシングル
『劇場版ポケットモンスター ベストウイッシュ ビクティニと白き英雄 レシラム』主題歌
6. アイガアル
作詞:Kaori Mochida / 作曲:HIKARI / 編曲:HIKARI・Every Little Thing
42ndシングル
フジテレビ系ドラマ『全開ガール』主題歌。
7. Landscape
作詞:Kaori Mochida / 作曲:HIKARI / 編曲:HIKARI・Every Little Thing
43rdシングル
トヨタ『アイシス』CMソング
8. ON AND ON
作詞:Kaori Mochida / 作曲:HIKARI / 編曲:HIKARI・Every Little Thing
44thシングル
ニッセン 春のCMソング
9. ハリネズミの恋
作詞:Kaori Mochida / 作曲:Kunio Tago / 編曲:Akira Murata・Every Little Thing
45thシングル
メナード化粧品「フェアルーセント」CM曲。
10. START
作詞:Kaori Mochida / 作曲:HIKARI / 編曲:HIKARI & Every Little Thing / ストリングアレンジ:Gen Ittetsu
11thアルバム『FUN-FARE』収録曲
テレビ東京系ソチ五輪中継テーマソング
11. RUN FOR
作詞:Kaori Mochida /作曲:Junichi Hoshino
配信限定シングル及び、コンセプトアルバム『Every Cheering Songs』収録曲
JALホノルルマラソン2014オフィシャルテーマソング。

### MUSIC VIDEO（DVD・Blu-ray）

#### Disc 1
1. Feel My Heart
2. Future World
3. Dear My Friend
4. For the moment
5. 出逢った頃のように
6. Shapes Of Love
7. Time goes by
8. FOREVER YOURS (short ver.)
9. NECESSARY
10. Over and Over
11. Someday, Someplace
12. Pray
13. sure
14. Rescue me
15. 愛のカケラ
16. fragile
17. Graceful World
18. jump
19. キヲク
20. ささやかな祈り
21. UNSPEAKABLE
22. nostalgia
23. Grip!
24. ファンダメンタル・ラブ

#### Disc 2
1. また あした
2. ソラアイ
3. 恋文
4. good night
5. きみの て
6. azure moon
7. ハイファイ メッセージ
8. スイミー
9. キラメキアワー
10. 恋をしている
11. サクラビト
12. あたらしい日々
13. DREAM GOES ON
14. 冷たい雨
15. Change
16. STAR
17. MOON
18. 宙 -そら-
19. アイガアル
20. Landscape
21. ON AND ON
22. ハリネズミの恋
23. START
24. ANATA TO
25. さよなら

## 演奏 (Tabitabi)
- 村田昭
  - Accordion (#10)
  - Bass, Organ (#12)
  - Programming (#10.12)
- 中尾昌文：Programming (#3)
- Chemical Volume：Programming (#5)
- カワイヒデヒロ：Bass & Programming (#11)
- Kim Sangmi, Quiana Space：Bass & Programming (#6)
- 宇佐美秀文：Keyboards & Programming (#1.4)
- Andy Platts
  - Keyboards & Programming (#2.8)
  - Bass & Backing Vocals (#8)
- Jodie May Seymour, 和田昌哉：Keyboards & Programming (#2)
- Shinnosuke：Keyboards & Programming (#9)
- 中村康就：Keyboards & Programming (#7)
- 中村太郎：Keyboards & Programming (#5)
- MAKO-T：Piano (#3)
- 川江美奈子：Piano (#10.12)
- 岸本亮：Piano (#11)
- 笠原直樹：Bass (#3.4)
- 平石カツミ：Bass (#10)
- 朝倉真司：Drums (#10)
- 井上司：Drums (#11)
- 弦一徹、永田真希：1st Violin (#12)
- 雨宮麻未子：1st Violin (#11)
- 森琢哉、藤田弥生：1st Violin (#12)
- 須原杏：1st Violin (#11)
- 門脇大輔、梶谷裕子：Viola (#12)
- 角谷奈緒子：Viola (#11)
- 村中俊之、内田麒麟：Cello (#12)
- Meg：Backing Vocals (#4)

## Every Best Single 2 〜Early period〜
『Every Best Single 2 〜Early period〜』(エブリー・ベスト・シングル・ツー 〜アーリー・ピリオド〜)はEvery Little Thingの配信限定のベスト・アルバム。

### 解説
ベスト・アルバム『Every Best Single 2 〜MORE COMPLETE〜』との同時発売となっており、1996年のデビュー・シングル「Feel My Heart」から2001年の17thシングル「fragile」までのデビューから約4年間に発表されたシングルを収録している。

### 収録曲
1. Feel My Heart
2. Future World
3. Dear My Friend
4. For the moment
5. 出逢った頃のように
6. Shapes Of Love
7. Never Stop!
8. Face the change
9. Time goes by
10. FOREVER YOURS
11. NECESSARY
12. Over and Over
13. Someday, Someplace
14. Pray
15. Get Into A Groove
16. sure
17. Rescue me
18. Smile Again
19. 愛のカケラ
20. fragile

## Every Best Single 2 〜middLe period〜
『Every Best Single 2 〜middLe period〜』(エブリー・ベスト・シングル・ツー 〜ミドル・ピリオド〜)はEvery Little Thingの配信限定のベスト・アルバム。

### 解説
ベスト・アルバム『Every Best Single 2 〜MORE COMPLETE〜』との同時発売となっており、2001年の17thシングル「JIRENMA」から2006年の30thシングル「ハイファイ メッセージ」までの約6年間に発表されたシングルを収録している。

### 収録曲
1. JIRENMA
2. Graceful World
3. jump
4. キヲク
5. ささやかな祈り
6. UNSPEAKABLE
7. 愛の謳
8. ルーム
9. nostalgia
10. Grip!
11. ファンダメンタル・ラブ
12. また あした
13. 一日の始まりに...
14. しあわせな風景
15. ソラアイ
16. 恋文
17. good night
18. きみの て
19. azure moon
20. ハイファイ メッセージ

## Every Best Single 2 〜laTe period〜
『Every Best Single 2 〜laTe period〜』(エブリー・ベスト・シングル・ツー 〜レイト・ピリオド〜)はEvery Little Thingの配信限定のベスト・アルバム。

### 解説
ベスト・アルバム『Every Best Single 2 〜MORE COMPLETE〜』との同時発売となっており、2006年の31stシングル「スイミー」から2014年の配信限定シングル「RUN FOR」までの約8年間に発表されたシングルを収録している。

### 収録曲
1. スイミー
2. キラメキアワー
3. 恋をしている
4. 冬がはじまるよ feat.槇原敬之
5. サクラビト
6. あたらしい日々
7. 黄金の月
8. DREAM GOES ON
9. 冷たい雨
10. Change
11. STAR
12. MOON
13. 宙 -そら-
14. 響 -こえ-
15. アイガアル
16. Landscape
17. ON AND ON
18. ハリネズミの恋
19. START
20. RUN FOR